# プルリス州
プルリス州（プルリスしゅう、ラテン文字: Perlis, ジャウィ: ڤرليس）は、マレーシアの州。ペルリス州とも表記される。

## 概要
マレーシア最北端に位置し、北はタイのサトゥーン県とソンクラー県と、南はケダ州と隣接する。マレーシア最小の州で、人口はおよそ25万人。
州都はカンガー（Kangar）。ほかにクアラ・プルリス （Kuala Perlis） やパダン・べサール（Padang Besar）などの都市がある。

## 隣接州
- サトゥーン県
- ソンクラー県
- ケダ州

## 州政府の地方行政区分

### 地方自治体
- 市
  - カンガー市 （Majlis Perbandaran Kangar）

## 経済
稲作農業のほかにめだった産業はない。